# Юрченко Олександр Володимирович
Олекса́ндр Ю́рченко Володимирович (* 1904, Київ — † 1962, Мюнхен) — український правник і політичний діяч.

## З життєпису
Навчався на юридичному факультеті Київського інституту народного господарства. Працював у Комісії для вивчення українського права УАН та викладачем середніх і вищих шкіл.
На еміграції в Німеччині — професор радянського права УВУ, дійсний член НТШ й УВАН, співробітник Інституту для вивчення СССР у Мюнхені (з 1954).
Активний в Українському Національному Державному Союзі, член УНРади та її Виконавчого органу (1952—1954, 1957—1962).
Праці про правний статус УССР та радянський федералізм:
- «Природа і функція сов. федеративних форм» (1956),
- «Die staatrechtliche Lage der Ukrainischen SSR als Bestandteiles der UdSSR» (1956),
- «Проблема інтернаціонального й національного в большевизмі» (1955).

Посмертно появилася монографія «Українсько-російські стосунки після 1917 р. в правному аспекті» (1971).